# Хенри Силва
Хенри Силва (енгл. Henry Silva; Бруклин, 23. септембар 1926 — Лос Анђелес, 14. септембар 2022) био је амерички филмски и телевизијски глумац.
У својој дугој каријери, обично је играо улоге негативаца, по којима је и постао познат публици широм света. Домаћој публици је познат по улогама у филмовима Манџуријски кандидат, Џони Кул, Маргиналац, Закон ћутања, Пут самураја и Нико - Изнад закона.